# Deutsche Gesellschaft für Abfallwirtschaft
Die Deutsche Gesellschaft für Abfallwirtschaft e.V. (DGAW) ist ein deutscher Verein mit rund 500 Mitgliedern und Sitz in Berlin. Die DGAW arbeitet seit 1990 interessenunabhängig und dient seinen Mitgliedern, Branchenakteuren und der Politik als Ansprechpartner auf dem Weg zur Kreislaufwirtschaft.

## Mitgliedschaft
Die DGAW hat ca. 500 Mitglieder aus der Rohstoff- und Abfallwirtschaft. So setzt sich der Verein aus Vertretern privater und kommunaler Entsorger, Politik und Verwaltung, Wissenschaft, Anlagen- und Maschinenbauern, -planern und -betreibern sowie Beratern und Bürgerinitiativen zusammen. Darüber hinaus besteht mit Organisationen der Ressourcenwirtschaft eine Zusammenarbeit bzw. gegenseitige Mitgliedschaft.

## Zweck
Im Jahr 1990 wurde die DGAW vor dem Hintergrund der vielen abfallwirtschaftlichen Themen der Wiedervereinigung gegründet. Ziel war es, durch intensiven Erfahrungsaustausch, die Abfallwirtschaft der ehemaligen DDR deutlich zu verbessern. Die enge Zusammenarbeit von Fachleuten aus Ost und West stand dabei mehr im Vordergrund als der rein technische Wissenstransfer. Daraus etablierte sich, was die DGAW noch heute ausmacht: Ein unabhängiges Netzwerk zum Austausch zwischen Wissenschaft, Wirtschaft, Verbänden, Start-Ups und anderen Initiativen, auf nationaler und internationaler Ebene. Kritische Stimmen und unterschiedliche Positionen werden in der Diskussion geschätzt und in die Entwicklung der DGAW-Standpunkte zu abfallwirtschaftlichen Fragestellungen einbezogen.

## Ziele
Die DGAW fördert als Plattform für Produktverantwortung und Ressourcenschonung die Entwicklung von der reinen Abfallwirtschaft hin zu einer Circular Economy. Der Verein soll als Impulsgeber Veränderungsprozesse und Diskussionen anstoßen.
Zum Thema „Förderung des Recycling“ hat die DGAW die in Deutschland durch die Bewertungsmethode künstlich hoher Recyclingquoten kritisiert und die Einführung von Substitutionsquoten gefordert. Mit dem Aktionsplan Kreislaufwirtschaft wurden Substitutionsqquoten erstmals auch im rechtlichen Bereich berücksichtigt. Mittlerweile gibt es politische Stimmen, die Recyklateinsatzquoten fordern.
Weitere Ziele des Vereins sind unter anderem:
- Wissens- und Erfahrungsaustausch über Praxis der Vermeidung und Verminderung, der Sammlung, der Verwertung, des Transportes und der Behandlung von Abfällen aus Industrie, Gewerbe und Haushalt sowie über entsprechende Verfahren, Anlagen und Organisationsformen
- Entwicklung von Vorschlägen und Initiativen zur Lösung von Problemen der ökologischen Kreislaufwirtschaft
- Förderung der Verbreitung von neuen Forschungsergebnissen, technischen Entwicklungen, Analyse- und Behandlungsmethoden und -vorschriften sowie deren praktische Anwendung durch zeitnahe Veröffentlichungen

## Aufgaben
Die DGAW e.V. beschäftigt sich schwerpunktmäßig mit folgenden Themen:
- Mitgestaltung, Bewertung und Diskussion neuer gesetzlicher Rahmenbedingungen sowie der sich dazu parallel entwickelnden Technik. Ein besonderer Fokus der Arbeit liegt aktuell auf den Aktivitäten zum Thema „Recycling“. Hier werden Chancen und Grenzen des stofflichen Recyclings erörtert und mögliche Lösungswege geprüft.
- Information von Mitgliedern und Öffentlichkeit durch Stellungnahmen, Pressemitteilungen und Positionspapiere
- Die Chemisierung im Abfallrecht: Stoffrecht versus Abfallrecht
- Förderung von Produktverantwortung und Ressourcenschonung als langfristige ökologische Orientierung der Wirtschaft
- Digitalisierung in der Abfall- und Ressourcenwirtschaft
- Wege hin zu einer echten Kreislaufwirtschaft

## Aktivitäten
Zur inhaltlichen Vertiefung der Themenbereiche, mit denen sich die DGAW beschäftigt, wurden entsprechende Arbeitskreise gegründet:

### Arbeitskreise
- ISWA Germany
- Grundsatzfragen der Abfallwirtschaft
- Biologische Abfallbehandlung
- Chemisierung
- Produktkreisläufe - Elektrogeräte, Batterien und Elektromobilität
- Nachhaltigkeit und Produktverantwortung
- Analytik
- Deponien
- EU Denkfabrik
- Reststoffe aus MVA / EBS
- Young Professionals

### Fachveranstaltungen und Kongresse
Die DGAW organisiert Fachveranstaltungen zu aktuellen Themen der Abfallwirtschaft.

### Stellungnahmen / Positionspapiere
Zu aktuellen Themen, gesetzlichen Novellen oder in der Öffentlichkeit diskutieren abfallwirtschaftlichen Themen veröffentlicht die DGAW Meinungen und Beiträge in Form von Stellungnahmen, Positionspapieren und Presseerklärungen.

### Messen: IFAT - Weltleitmesse für Wasser-, Abwasser-, Abfall- und Rohstoffwirtschaft (München)
Die DGAW stellt regelmäßig auf der IFAT in München aus und bietet Mitgliedern die Möglichkeit, sich im Rahmen des Gemeinschaftsstandes zu präsentieren. Die DGAW ist außerdem im Fachbeirat der IFAT vertreten. Einige Vorstandsmitglieder haben darüber hinaus einen Sitz im Executive Board der IFAT.

### DGAW-Wissenschaftskongress
Seit 2011 veranstaltet die DGAW jährlich im Frühjahr den DGAW-Wissenschaftskongress „Abfall- und Ressourcenwirtschaft“ mit Verleihung von Preisen und Stipendien durch eine Fachjury.
Der Kongress versteht sich als Plattform zur Präsentation neuester Ergebnisse der Hochschul- und hochschulnahen Forschung für die Fachöffentlichkeit. Studenten und wissenschaftliche Mitarbeiter stellen die Erkenntnisse aus abgeschlossenen Masterarbeiten und aktuellen, in der Bearbeitung fortgeschrittenen bzw. kürzlich abgeschlossenen Dissertationen vor. Der Veranstalter wendet sich gezielt an den wissenschaftlichen Nachwuchs.
Der DGAW-Wissenschaftskongress dient dem wissenschaftlichen Austausch und ermöglicht es auch den Praktikern, sich ein Bild über den Stand der Wissenschaft und zukünftige Entwicklungen zu machen. Der Kongress schlägt damit eine Brücke zwischen Wissenschaft und Wirtschaft.

## Internationale Ausrichtung
Die DGAW ist nicht nur im gesamten deutschsprachigen Raum aktiv. Seit 2018 ist die DGAW „Gold Member“ der International Solid Waste Association (ISWA), um internationale Verantwortung in der Weltorganisation der Abfallwirtschaft zu übernehmen. Mitglieder der DGAW haben die Möglichkeit, sich aktiv an den Working-Groups der ISWA zu beteiligen und zum internationalen Wissenstransfer beizutragen.
Gemeinsam mit der German RETech Partnership e. V. (RETech) vertritt die DGAW Deutschland ab dem 1. Januar 2022 als National Member in der ISWA. Alle Aktivitäten werden in einem gemeinsamen Arbeitskreis „ISWA-Germany“ gebündelt.

## Geschichte
Nach einem Aufruf von Wissenschaftlern und Praktikern auf dem Gebiet Abfall- und Umweltwirtschaft im Juni 1990, fand am 22. November 1990 die Vereins-Gründungsversammlung statt. Der neu gegründete Verein sollte sowohl Mitglieder aus der Bundesrepublik Deutschland wie auch der früheren DDR für sich gewinnen und die Zusammenarbeit untereinander weiterentwickeln.
An der am 3. Dezember 1990 stattfindenden ersten „Gründungsversammlung“ der Deutschen Gesellschaft für Abfallwirtschaft nahmen 80 Gründungsmitglieder teil.
Ein Thema, das die DGAW über viele Jahre hinweg begleitet hat, ist das Stoffflussrecht. Bereits kurz nach der Vereinsgründung wurde ein Arbeitskreis Stoffflussrecht ins Leben gerufen. Grund hierfür war die Anfang der 90er Jahre stattfindende politische Debatte über die Fortentwicklung des materiellen Abfallrechts angesichts der Umgestaltung des Abfallgesetzes zu einem Kreislaufwirtschafts- und Abfallgesetz. Der Arbeitskreis veröffentlichte 1994 eine Stellungnahme zu den zentralen Fragen dieser Debatte. Durch den Erlass des Kreislaufwirtschafts- und Abfallgesetzes am 27. September 1994 wurden die Überlegungen des Arbeitskreises zunächst hinfällig. Erneut diskutiert wurde das Thema „Stoffrecht“ 2003.
Die Abfallwirtschaft wurde zunehmend mit der Frage konfrontiert, ob die Verwertungsaktivitäten (getrennte Sammlung, Biokompostierung, Verpackungsverordnung usw.) mit so großen ökologischen Vorteilen verbunden sind, dass sie den damit einhergehenden Aufwand rechtfertigen. 1999 veranstaltet die DGAW dazu das Kolloquium „Ökologie und Ökonomie – Das Beispiel Abfallwirtschaft“.
Im Jahr 2008 beschäftigte sich die DGAW unter anderem mit der Abfallrahmenrichtlinie. Welche Ansätze und Punkte der DGAW wichtig waren und welche Probleme aufgeführt wurden, zeigt das DGAW-Positionspapier zur Abfallrahmenrichtlinie vom 14. April 2008.
Am 1. Juni 2012 trat eine Neufassung des KrWG in Kraft – Grund für die Novellierung war die neue Abfallrahmenrichtlinie der Europäischen Union.
Die DGAW hat sich mit Stellungnahmen an den verschiedenen Referentenentwürfen an der Gesetzesnovellierung beteiligt. Vor allem intensive Diskussionen im DGAW-Vorstand sowie auch in einzelnen Arbeitskreisen haben die Vereinsarbeit in den Jahren 2010–2012 geprägt.
2015 fand die 25-Jahr-Feier der DGAW in Berlin statt. Anlässlich dieses Jubiläums wurde eigenes eine Website zur Geschichte der DGAW erstellt. Dort können zahlreiche Dokumente eingesehen und heruntergeladen werden.
In den darauffolgenden Jahren lag der Fokus vor allem auf dem Ressourcenschutz, auch das Thema Klimaschutz und Abfallwirtschaft rückte in den Vordergrund. Weiter beschäftigte sich die DGAW auch intern mit der zukünftigen Ausrichtung. Zur Gewinnung neuer, auch jüngerer Mitglieder, wurde der Arbeitskreis Young Professionals gegründet. Weiter wurde mit der Entwicklung eines neuen Logos und eines neuen Webauftritts auch die Außenwirkung der DGAW stark modernisiert. Das neue Motto „Ressourcen.Neu.Denken“ sollte im Mittelpunkt der im Jahr 2020 anstehenden 30-Jahr-Feier stehen, die im Lichthof der TU Berlin geplant war, den Gründungsräumlichkeiten der DGAW. Aufgrund der Corona-Pandemie musste die Festveranstaltung jedoch verschoben werden.
Der Arbeitskreis zur Nutzung von Sekundärrohstoffen und für Klimaschutz e.V. (ANS) ging 2021 in der DGAW auf.